# Сом беззубий
Сом беззубий (Anodontiglanis dahli) — єдиний вид роду Anodontiglanis родини вугрехвості соми ряду сомоподібні. Наукова назва походить від грецьких слів ana, тобто «вгору», odous — «зуби», glanis — «сом».

## Опис
Загальна довжина сягає 40 см, середня — 20 см. Голова коротка, морда подовжена. Очі невеличкі, опуклі, розташовані у верхній частині голови. Є 3 пари невеличких вусів, з яких 2 пари нижньощелепних вусів довші 1 пари коротких верхньощелепних. Має декілька невеличких, майже непомітних зубів, що присутні у задній частині рота, на сошнику. Звідси походить назва цих сомів. Тулуб масивний, стиснутий з боків. Спинний плавець довгий і вузький, має твердий, гострий жорсткий промінь та 6 м'яких променів. Грудні плавці трикутної форми, з гострими краями, складають з 1 жорсткого та 11 м'яких променів. Жировий, анальний та хвостовий плавці поєднані один з одним й складаються з 175—180 променів.
Забарвлення сіре або коричневе. По основному фону проходять поперечні бліді плями з боків.

## Спосіб життя
Це демерсальна риба. Воліє до прісної води. Зустрічається в прозорих чистих річках. Запливає також в затоплювані ділянки лісу. Віддає перевагу піщаним ґрунтам, місцям заваленими корчами. Зазвичай веде життя самотньо, втім біля корчів утворює значні скупчення. Живляться донними безхребетними, зокрема креветками, молюсками, а також личинками комах, яких відшукує в піску, часто зариваючись у нього мордою.
Розмноження відбувається в сезон дощів.

## Розповсюдження
Є ендеміком Австралії, мешкає у річках на півночі континенту.